# Hypogonadism
Hypogonadism är en endokrin sjukdom där könskörtlarna har en bristfällig funktion, vilket resulterar i för låg eller ingen produktion av könshormoner, det vill säga till exempel testosteron eller östrogen. Tillståndet leder obehandlat bland annat till bristfällig utveckling av spermier eller äggfolliklar hos vuxna och bristfällig pubertet hos barn och unga. Hypogonadism kan också vara följden av gonaddysgenesi.
Hypogonadism hos män ska inte förväxlas med testosteronbrist, som kan ha andra orsaker. I synnerhet hos äldre män kan hypogonadism antingen bero på dåligt fungerande könskörtlar, eller på problem med frisättningshormonkörtlarna hypotalamus och hypofysen. Testosteronnivåerna kan vara låga tillfälligt eller bero på andra sjukdomar, såsom diabetes, hjärtsvikt eller annan hjärt- och kärlsjukdom. Testosteronaktiviteten kan vara förändrad till följd av förändringar av könshormonbindande globulin (SHBG), som binder testosteronet till sig i blodet och gör det overksamt så länge som bindningen kvarstår. SHBG-nivåerna sjunker av fetma, undervikt, akromegali, hypotyroidism, insulinresistens, med mera. Vid hypogonadism ses förhöjda värden luteiniserande hormon och follikelstimulerande hormon (hypergonadotropism) tillsammans med testosteronbrist, när sjukdomar i hypotalamus och hypofys visar sänkta sådana värden med testosteronbristen (hypogonadotropism). I det förra fallet - primär hypogonadism - kan tillståndet bero på kromosomala avvikelser, förgiftning, missbildningar av testiklar (kryptorkism etc), trauma mot testiklar, järnöverskott, läkemedel, förhöjd temperatur vid testiklarna, och zinkbrist.
Bristande funktion i äggstockarna kallas också ovarialsvikt. Hypogonadism hos kvinnor, med låga nivåer testosteron, förekommer utbrett vid anorexia nervosa.